# Black Magic Woman
Black Magic Woman è una canzone scritta da Peter Green apparsa per la prima volta come singolo dei Fleetwood Mac nel 1968, ed in seguito inserita negli album English Rose (US) e The Pious Bird of Good Omen (UK).

## Descrizione
La versione di Santana, registrata nel 1970, è inserita in un medley con la canzone Gypsy Queen di Gabor Szabo, e rappresenta un mix di diversi generi: dal jazz, al musica folk ungherese, ai ritmi latini che contraddistinguono Carlos Santana.
Il singolo venne presto inserito nell'album della band Abraxas, diventando di conseguenza più facilmente associabile ai Santana che ai Fleetwood Mac.

## Successo commerciale
In seguito il brano divenne un classico nel repertorio dei Santana, che la registrarono nel 1970, ed in questa nuova versione Black Woman Magic raggiunse la posizione numero quattro nella classifica del Canada e nella statunitense Billboard Hot 100, riscuotendo un successo mai ottenuto in precedenza. La prossima occasione in cui i Santana raggiunsero il traguardo di posizionarsi ai primi posti nella Billboard Hot 100 sarebbe arrivata solo nel 1999, con i due più grandi successi della storia della band: Maria Maria e Smooth.
Nel 1986 il singolo del Santana arrivò ad essere addirittura certificato disco di platino quattro volte solo negli Stati Uniti, nonché disco d'oro nel Regno Unito.

## Altre versioni
Il brano è stato inciso anche dall'italiana Mina per il suo album Sorelle Lumière, nonché da Ritchie per l'album Pra Ficar Contigo.

## Nella cultura di massa
La versione eseguita dai Santana è stata scelta per l'inclusione nel videogioco Guitar Hero III.